# Sperrsatz

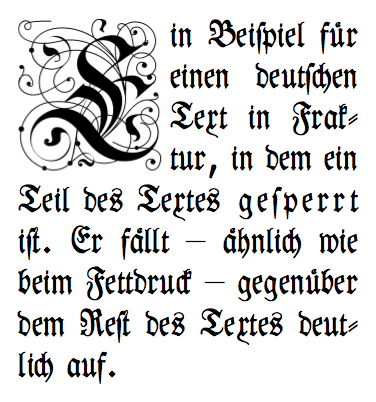
Beispiel für Sperrsatz in Fraktur

Mit Sperrsatz, Sperrschrift oder Sperren bezeichnet man in der Typografie eine Schriftauszeichnung zur Hervorhebung von Textteilen durch Vergrößerung der Abstände (durch Einfügen von Spatien) zwischen den einzelnen Buchstaben.

## Etymologie
Das mittelhochdeutsche Wort sperren (ahd. sperran) nimmt direkt auf die Spatien Bezug (ursprünglich: mit Sparren versehen, mit Balken abschließen, verwandt mit Speer). Es geht demnach nicht auf das mittelhochdeutsche Wort sperric (konfiszierbar, widersetzlich) mit der Bedeutung eines unverhältnismäßigen (sperrigen) Platzbedarfs zurück.

## Verwendung
Bei vielen gebrochenen Schriften gibt es keine fetten und kursiven Schnitte, so dass der Sperrsatz die einzige dezente Art der Hervorhebung ist. Auch auf der Schreibmaschine wurde mittels Leerzeichen Sperrschrift verwendet.
Für nicht gebrochene Schriftarten ist mit der zweiten Hälfte des 20. Jahrhunderts die Sperrung nicht mehr gebräuchlich. Bemängelt wird u. a. die schlechte Leserlichkeit gesperrter Minuskeln. Sie kann aber in künstlerischen, exklusiven Werken oder zur Wiedergabe historischer Dokumente verwendet werden. Auch in Urkunden und Rechtstexten wird teilweise noch gesperrt, z. B. zur Hervorhebung von Namen in Familienbüchern oder gleichberechtigt neben anderen Auszeichnungen in Gerichtskorrespondenz oder zur Hervorhebung bei der Widerrufsbelehrung im Onlinerecht. Allgemein wurden in der Typografie Unterstreichen und Sperrschrift durch Fett- und Kursivschrift ersetzt.

## Technische Umsetzung
Für die Verwendung von Sperrschrift gibt es unterschiedliche Attribute. Meist ist auch zur Vereinheitlichung die Einbindung in Formatvorlagen möglich.
- Klassischer Bleisatz: Spationierung mittels Spatien als Abstandshalter
- Textverarbeitung und Desktop-Publishing: Zeichenattribut Zeichenabstand bzw. Laufweite (ggf. Kerning)
- Schreibmaschine: bei den einfachen Modellen nicht unterstützt, bei Oberklassemodellen analog zur Textverarbeitung; Üblicherweise wurde die Textauszeichnung mittels Sperrschrift durch Einfügen von Leerzeichen vorgenommen.
- HTML und CSS: Das übliche CSS-Attribut ist letter-spacing (Zeichenabstand),[7] z. B. <span style="letter-spacing:0.3em">, wobei entweder das vorangehende Leerzeichen und das folgende Zeichen eingeschlossen werden müssen oder mit der CSS-Eigenschaft margin ein einzeiliger Abstand vor und nach dem gesperrten Text erzeugt werden muss und am Beginn ein geschütztes Leerzeichen (&nbsp;) erforderlich sein kann. Das ursprünglich dafür vorgesehene font-stretch (Schriftlaufweite) konnte sich mangels Browserunterstützung nicht durchsetzen.[8] In „reinem“ HTML müssen analog zur Schreibmaschine Leerzeichen verwendet werden. Um automatische Zeilenumbrüche zu vermeiden, sind auch hier geschützte Leerzeichen erforderlich.
- LaTeX: Hier steht u. a. das Paket Soul (bzw. dessen Aktualisierung soulutf8) mit dem Attribut \so zur Verfügung. Im Beispiel \so{gesperrt} wird der Text „gesperrt“ gesperrt ausgegeben. Die Laufweite kann mittels \sodef angepasst werden. Das (wesentlich umfangreichere und gut gewartete) Paket Microtype bietet einerseits die Möglichkeit, einzelne Textstellen per \textls oder \lsstyle (ls steht jeweils für „letter spacing“) zu sperren; andererseits bietet es die Möglichkeit, mittels \SetTracking die Laufweite je Schriftart im gesamten Dokument zu verändern.

## Regeln
- Leerzeichen vor und nach dem gesperrten Text werden mitgesperrt, Satzzeichen außer Punkt und Anführungszeichen ebenfalls. Beispiel:
Dies ist falsch gesperrt, so ist es richtig gesperrt.
- Ziffern werden nicht gesperrt.
- Bei gebrochenen Schriften werden im Deutschen die Zwangsligaturen ch, ck, ſt und tz sowie der Buchstabe ß nicht aufgelöst.[9] Alle anderen Ligaturen (z. B. ff, fi, ﬅ) werden aufgelöst und gesperrt:
- Sperren erfolgt grundsätzlich mit dem Achtelgeviert. Leerzeichen mit voller Breite würden eine Sperrung zu breit laufen lassen und werden nur auf Schreibmaschinen und in anderen Umgebungen, in denen nur Festbreitenschriften verfügbar sind, verwendet (z. B. Reintext-E-Mails ohne Unicode-Kodierung).